# 信玄公祭り
信玄公祭り（しんげんこうまつり）は、山梨県甲府市において、毎年4月12日(武田信玄の命日)の前の金曜日から日曜日にかけて行われているイベントである。武田二十四将を模した時代行列である「甲州軍団出陣」を目玉とする。都市祭礼の一つであり、地域住民による伝統的な祭礼とは違って、行政主導による山梨県や甲府市のPRが目的である。
「信玄公」は、戦国時代の甲斐国主である武田信玄（晴信）を指し、信玄は旧暦の元亀4年/天正元年（1573年）の4月12日（グレゴリオ暦では5月13日）に死去している。甲府市には1919年（大正8年）に信玄を祭神とする武田神社（甲府市武田）が創建され崇敬を集めており、戦後には観光業の振興からより郷土の象徴的人物と位置付けられている。なお武田神社でも創建以来、信玄の命日にあたる4月12日に例大祭が行われている。例年15万人以上が訪れ、「侍が最も多く集まる祭り」として、平成24年にギネス世界記録に認定されている。

## 沿革
発祥は1947年（昭和22年）4月に山梨県観光協会と甲府市観光協会、甲府市商工会議所による共同主催で開始された桜祭りに遡る。桜祭りは花見の季節に合わせた売り出しを目的に甲府城舞鶴公園で開催されたイベントで、最終日は武田神社の例大祭にあわせ神輿の渡御に続いて、地元の甲府市相川地区の住民が甲冑姿で騎馬行列を行っていた。
近代には1895年（明治28年）にはじまった京都の時代祭りをはじめ歴史的観光資源に着目した都市祭礼がみられ、戦後には金沢百万石まつりや名古屋まつりなどの先行例がある。山梨県においても中央自動車道や笹子トンネルの開通により首都圏や中京圏からの観光客往来が促され、産業構造変化で観光業は山梨県の主要産業となりつつあった。天野久県政下の1956年（昭和31年）には観光事業振興五ヵ年計画が策定され自然景勝地や歴史的観光資源が模索されており、武田信玄は観光資源としても着目されていた。『第一回信玄まつり事業報告書』に拠れば、郷土愛の深化と県民文化の向上と観光開発が目的に掲げている。1966年（昭和41年）には第一回「甲府信玄祭り」が開催されるが、各地の伝統的祭礼を取りこみつつ、さまざまな企画を実行した総合イベントであった。
やがて騎馬行列を中心とした構成となり、1969年（昭和44年）放送の上杉謙信を主人公に川中島の戦いを描いたNHK大河ドラマ『天と地と』の影響を受けて観光客招致をはかり、翌年からは「信玄公祭り」と名称を改め、民間企業からも協賛を仰ぎ2日間の日程となった。
祭りの目玉となる「武田軍団出陣絵巻」は、国道20号を封鎖して14,000席の有料観覧席、スポンサー席を設けて行われるようになり、芸能人の活用など観光客動員のための工夫を積極的に行れた。しかし1976年（昭和51年）にはオイルショックの影響による経済不況に伴い中止となる事態が発生し、翌年度からは自治体を中心とするイベントに再編された。再編後は公道における有料観覧席を問題視する批判も発生し、2012年（平成24年）には通行人が立ち止まることによる混雑を防止するため、駅前ロータリーが高幕で覆われる措置も取られた。
1988年（昭和63年）放送の信玄を主人公としたNHK大河ドラマ『武田信玄』の影響により再び活気を取り戻し、信玄役への有名俳優の起用や女性中心の時代行列を行い華やかさを加え、出陣兵士を鼓舞する陣屋を設置するなど、さまざま試みを行いつつ現在に至っている。2007年（平成19年）放送の大河ドラマ『風林火山』が放送されてからは山本勘助役に関しても有名俳優が起用されている。
自治体中心に移行してからは毎年開催されていたが、2011年（平成23年）は開催予定の1ヶ月前に発生した東日本大震災の影響により35年ぶりに中止となった（東日本大震災のイベント等への影響を参照）。翌2012年（平成24年）は通常通り開催されている。
また、信玄公祭り開催期間から信玄の命日（旧暦では4月12日、新暦では5月13日）にかけて甲府駅南口の武田信玄銅像前に線香立て・賽銭箱が設置され、線香を供えて煙を浴びることにより信玄の知恵と勇気を授かるとする礼拝が謳われている。
2020年（令和2年）3月4日、信玄公祭り実行委員会臨時総会において、新型コロナウイルスの感染をうけ、安全確保の観点から、4月3日から5日開催予定の「第49回信玄公祭り」を取りやめ、今後の感染症の動向を踏まえて、延期または中止について実行委員会で検討すると発表した。7月１日、信玄公祭り実行委員会臨時総会を開催し、今年度は開催しないことで決定した。
2020年（令和2年）11月19日、第49回信玄公祭りを令和3年4月9日-11日開催に決定した。2021年9月10日、第49回信玄公祭りを来春開催に延期した。同年11月12日、第49回信玄公祭りを令和4年4月8日-10日開催に予定した。2022年3月10日、第49回信玄公祭りの延期を決定した。同年6月3日、第49回信玄公祭りを令和4年10月28日～30日に開催決定した。なおヴァンフォーレ甲府が天皇杯 JFA 第102回全日本サッカー選手権大会で優勝したことで本祭でパレードを実施した。
2023年（令和5年）3月7日に、第50回信玄公祭りを令和5年10月27日-29日開催に決定、冨永愛が信玄公役となった。
- 大正初期、錦町通りをねる「御幸さん」[15]
- 大正初期、桜町通りをねる「御幸さん」[15]
- 大正7年（1918年）4月12日、太田町をねる「信玄公祭り」[15]

## 歴代
| 開催年           | 信玄役     | 勘助役 | 湖衣姫役 | 開催年           | 信玄役     | 勘助役   | 湖衣姫役   | 開催年           | 信玄役       | 勘助役   | 湖衣姫役   |
| ---------------- | ---------- | ------ | -------- | ---------------- | ---------- | -------- | ---------- | ---------------- | ------------ | -------- | ---------- |
| 1970年（第1回）  | 内藤竹治郎 | -      |          | 1991年（第21回） |            | -        |            | 2012年（第41回） | 沢村一樹     | 伊吹吾郎 | 井上真里那 |
| 1971年（第2回）  |            | -      |          | 1992年（第22回） |            | -        |            | 2013年（第42回） | 松平健       | 真砂皓太 | 鈴木歩美   |
| 1972年（第3回）  |            | -      |          | 1993年（第23回） |            | -        |            | 2014年（第43回） | 松平健       | 真砂皓太 | 志村理沙   |
| 1974年（第4回）  |            | -      |          | 1994年（第24回） |            | -        |            | 2015年（第44回） | 片岡鶴太郎   | 河口恭吾 | 前村里菜   |
| 1975年（第5回）  |            | -      |          | 1995年（第25回） | 渡哲也     | -        | 峰丘奈知   | 2016年（第45回） | 陣内孝則     | 川口真五 | 中込久美   |
| 1976年（第6回）  |            | -      |          | 1996年（第26回） | 藤岡弘     | -        | 筒井真理子 | 2017年（第46回） | 三遊亭小遊三 | 林家三平 | 岩間恵     |
| 1977年（第7回）  |            | -      |          | 1997年（第27回） | 藤岡弘     | -        | 清水まり子 | 2018年（第47回） | 渡辺大       | 升毅     | 吉田花音   |
| 1978年（第8回）  |            | -      |          | 1998年（第28回） | 宇津井健   | -        | 朱未知留   | 2019年（第48回） | 山下真司     | 塩野瑛久 | 松住安奈   |
| 1979年（第9回）  |            | -      |          | 1999年（第29回） | 宇津井健   | -        | 南咲也子   | 2022年（第49回） | 後藤淳平     | 三谷昌登 | 藤田奈々   |
| 1980年（第10回） | 望月幸明   | -      |          | 2000年（第30回） | 舞の海秀平 | -        | 東野醒子   | 2023年（第50回） | 冨永愛       | 白須慶子 | 大野瑞穂   |
| 1981年（第11回） |            | -      |          | 2001年（第31回） | 田崎真也   | -        | 萩原智子   |                  |              |          |            |
| 1982年（第12回） |            | -      |          | 2002年（第32回） | 辰巳琢郎   | -        | 岡崎朋美   |                  |              |          |            |
| 1983年（第13回） |            | -      |          | 2003年（第33回） | 渡辺裕之   | -        | 工藤美香   |                  |              |          |            |
| 1984年（第14回） |            | -      |          | 2004年（第34回） | 勝野洋     | -        | 長田一十三 |                  |              |          |            |
| 1985年（第15回） |            | -      |          | 2005年（第35回） | 北村一輝   | -        | 白須慶子   |                  |              |          |            |
| 1986年（第16回） |            | -      |          | 2006年（第36回） | 宇梶剛士   | 伊吹吾郎 | 清水理絵   |                  |              |          |            |
| 1987年（第17回） |            | -      |          | 2007年（第37回） | 若林豪     | 田中健   |            |                  |              |          |            |
| 1988年（第18回） |            | -      |          | 2008年（第38回） | 国広富之   | 野村将希 |            |                  |              |          |            |
| 1989年（第19回） |            | -      |          | 2009年（第39回） | 山下泰裕   |          |            |                  |              |          |            |
| 1990年（第20回） | 新堀弘雄   | -      |          | 2010年（第40回） | 沢村一樹   | 伊吹吾郎 | 酒井治美   |                  |              |          |            |

※有名人が信玄公を演じ始めたのは、1995年から。さらに2006年からは、山本勘助役も有名人が演じている。
※2011年は、東日本大震災の影響で、2020-2021年は、新型コロナウイルスの感染の影響で、信玄公祭りは中止となった。
- 軍団終結（坂東通り）
- 軍団終結（舞鶴通り）
- 軍団終結（舞鶴城公園）
- 出陣式（舞鶴城公園）
- 軍団出陣（舞鶴城公園、2022年10月29日撮影）
- 軍団出陣（舞鶴城公園前）

- 武田次郎信親隊（坂東通り）
- 大井夫人行列（坂東通り）
- 湖衣姫行列（坂東通り）
- 山県三郎右兵衛尉昌景）
- 山本勘助晴幸（坂東通り）
- 武田信玄公（坂東通り）

- パフォーマンスコンテスト（舞鶴城公園）
- 川中島ミニ決戦（坂東通り）
- 川中島ミニ決戦（坂東通り）
- 信玄公サイクルロードレース（平和通り）
- 同左、甲府駅方面に向かう（平和通り）
- 信玄グルメ横丁（かすがもーる）